# Carmen Lafuente Tirado
Carmen Lafuente Tirado (Cantillana, 21 de abril de 1895 - Alcalá del Río, 16 de septiembre de 1936) fue una maestra republicana ejecutada durante la guerra civil española.

## Trayectoria
Nació en Cantillana, hija de Encarnación Tirado Daza y de León Lafuente del Río. Fue maestra interina en la Escuela Nº 2 de niñas en Cantillana (1929-1930) y en El Coronil. Daba clases particulares gratuitas en su casa a quienes no podían pagar. En 1936, reemplazó a la maestra Juliana Lapastora durante un permiso de ocho días, según consta en una comunicación al Consejo Local de Enseñanza Primaria de Cantillana. Fue muy querida y respetada en la comunidad.
Carmen y su hermano Simplicio, de 41 y 33 años respectivamente, eran republicanos y formaba parte del grupo de republicanos de Cantillana. El 16 de septiembre de 1936, ambos fueron ejecutados, junto al cementerio de Alcalá del Río, bajo el bando de guerra, según consta en sus actas de defunción registradas en Cantillana en 1942.
Un guardia civil y un falangista detuvieron a Carmen bajo el pretexto de que solo debía hacer unas diligencias y que pronto volvería a casa. Antes de su arresto, Carmen había viajado a El Coronil con un salvoconducto emitido por las autoridades de Cantillana. Sin embargo, al regresar, fue arrestada junto a su hermano en la casa de su tía Rosario Vélez, en la Cuesta del Reloj, 17.
Permanecieron uno o dos días en la cárcel del pueblo, donde Carmen redactó un testamento que no se cumplió, ya que sus bienes fueron confiscados. Tras su asesinato, la Comandancia Militar de Cantillana instruyó expedientes de incautación de bienes, que fueron gestionados por la Comisión Gestora del Ayuntamiento y publicados en el Boletín Oficial de la Provincia el 26 de octubre de 1936. Las pertenencias de ambos, incluidas sus habitaciones y viñas, fueron confiscadas. A pesar de su fallecimiento, en 1941 se les abrieron Expedientes de Responsabilidades Políticas. En 1942, se citó oficialmente a sus herederos; ambos eran solteros y sus propiedades ya habían sido incautadas en 1936.

## Reconocimientos
El 10 de noviembre de 2017, la Asociación Comarcal Pro Memoria Democrática Vega Media del Guadalquivir homenajeó a los docentes de la comarca, víctimas de la represión franquista entre 1936 y 1942, con especial mención a la maestra Carmen Lafuente Tirado.
El 17 de mayo de 2018, la Asociación Comarcal Pro Memoria Democrática Vega Media del Guadalquivir homenajeó en La Rinconada a las mujeres de la Vega, víctimas de la represión entre 1936 y 1950, periodo en el cual 25 fueron asesinadas y varias más encarceladas. Las homenajeadas provenían de diversos pueblos de la comarca, como Alcalá del Río, Brenes, Cantillana, La Algaba y Tocina. Entre ellas se encontraba Carmen Lafuente Tirado, de Cantillana.
En marzo de 2021, el colegio La Esperanza de Cantillana lanzó el proyecto Cantillaneras con Esperaza  con el objetivo de reconocer a mujeres que hubieran hecho aportes significativos al pueblo. Se seleccionaron siete mujeres, entre ellas Carmen Lafuente Tirado, en reconocimiento a sus contribuciones.